# Oresbius galactinus
Oresbius galactinus är en stekelart som först beskrevs av Johann Ludwig Christian Gravenhorst 1829.  Oresbius galactinus ingår i släktet Oresbius och familjen brokparasitsteklar. Arten är reproducerande i Sverige. Inga underarter finns listade i Catalogue of Life.